# Sabine Günther
Sabine Günther (dekliški priimek Rieger), nemška atletinja, * 6. november 1963, Jena, Vzhodna Nemčija.
Nastopila je na poletnih olimpijskih igrah leta 1992 ter osvojila peto mesto v štafeti 4x100 m, v teku na 200 m se je uvrstila v četrtfinale. Na evropskih prvenstvih je v štafeti 4x100 m osvojila tri zaporedne naslove prvakinje ter bronasto medaljo v teku na 200 leta 1982. 6. oktobra 1985 je z vzhodnonemško štafeto postavila svetovni rekord v štafeti 4 x 100 m s časom 41,37 s, ki je velja do leta 2012.